# ANOPS
ANOPS (пол. Analizator Okresowych Przebiegów Szumowych, Анализатор периодических сигналов шума) — серия польских специализированных компьютеров, предназначенных для оказания помощи при проведении биомедицинских испытаний и исследований. Компьютеры собирались на кафедре электроники в исследовательском отделении института информатики Варшавского политехнического университета (ныне кафедра электроники и информационной техники Варшавского политехнического университета) при поддержке Варшавской медицинской академии. Руководителем конструкторского бюро был профессор Конрад Фиалковский.
Было выпущено несколько моделей ANOPS, в том числе ANOPS-1 (1966 год) на электронных лампах, ANOPS-10 (1971 год) на транзисторах и ANOPS-101 (1975 год) на интегральных схемах. В 1967—1986 годах было выпущено 150 экземпляров компьютеров ANOPS.

## Данные первой версии[5]
- Количество каналов: 4
- Входное сопротивление: 20 kΩ
- Линейный диапазон: ± 3 V
- Линейность аналого-цифрового преобразователя: 1 %
- Количество адресов (точек анализа, ячеек): 256
- Время анализа: 1/32, 1/16....8 с
- Задержка между импульсом и анализом: 1/64, 1/32....4 с
- Количество повторений: 32, 64....2049
- Выходной импульс синхронизации: +12 V 120 μs
- Объём ячейки памяти: 17 бит